# Mesogobius batrachocephalus
Mesogobius batrachocephalus és una espècie de peix de la família dels gòbids i de l'ordre dels perciformes.

## Morfologia
- Els mascles poden assolir 34,5 cm de longitud total[1] i 600 g de pes.[2][3]

## Alimentació
Menja principalment peixos.

## Hàbitat
És un peix de clima temperat (4 °C-18 °C) i demersal que viu entre 20-100 m de fondària.

## Distribució geogràfica
Es troba a la mar Negra i la Mar d'Azov.

## Observacions
És inofensiu per als humans.